# Manilva
Manilva er en by og kommune i det sydlige Spanien i provinsen Málaga. Den har et indbyggertal på 18.099 (2024) indbyggere.